# 圖恰
49°38′21″N 28°39′42″E / 49.63917°N 28.66167°E
圖恰（烏克蘭語：Туча），是烏克蘭的村落，位於該國西南部文尼察州，由赫米利尼克區負責管轄，始建於1870年，面積6.21平方公里，海拔高度301米，2001年人口157，人口密度每平方公里25.27人。